# Sumter-erőd
A Sumter-erőd (angolul: Fort Sumter) tengeri erőd a Dél-Karolinához tartozó Charlestoni-öbölben. 1861. április 12-i ostroma az amerikai polgárháború kezdetét jelöli.

## Az erőd építése

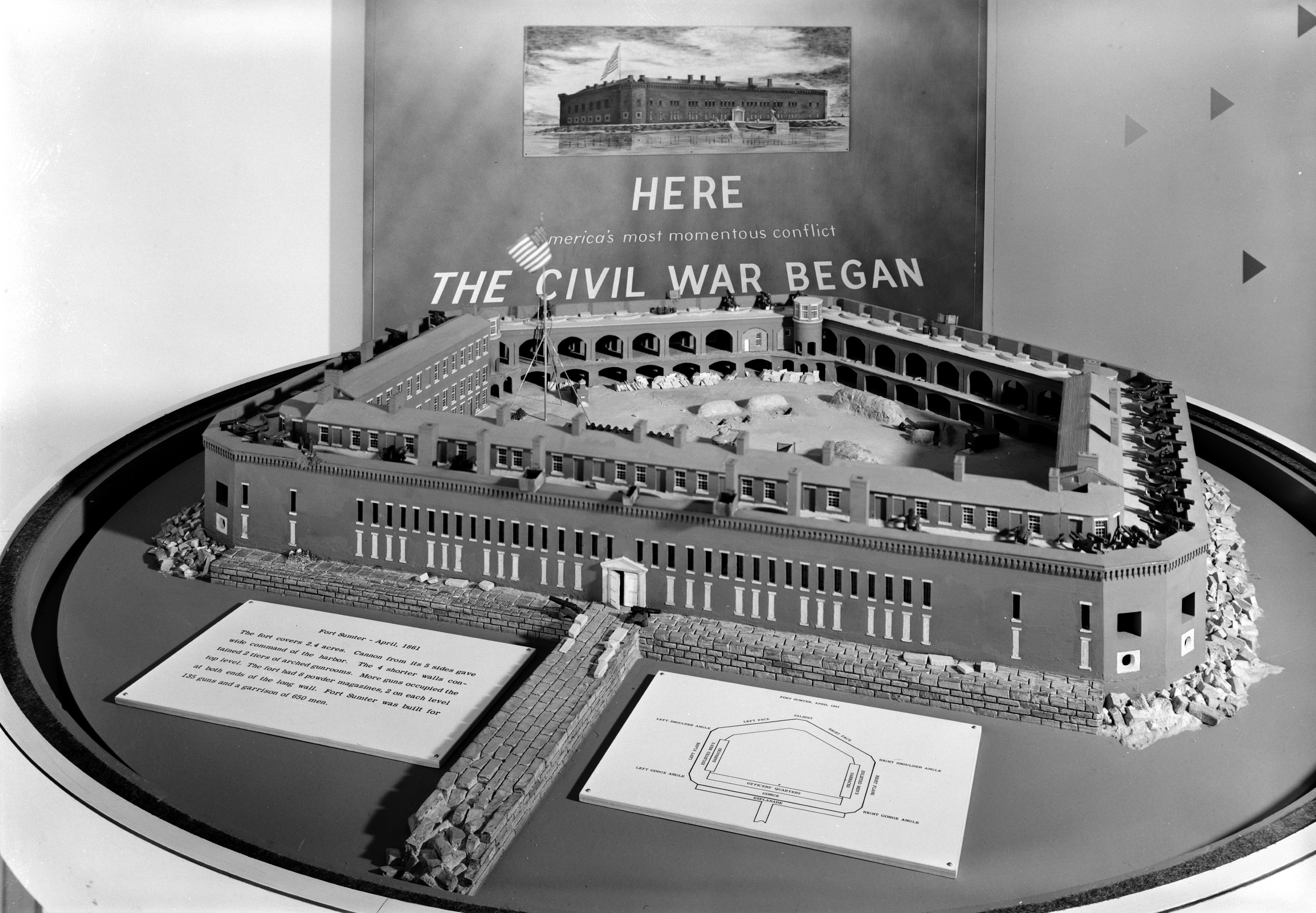
A Sumter-erőd modellje

A dél-karolinai Thomas Sumter tábornokról elnevezett erődöt az 1812-es brit-amerikai függetlenségi háborút követően kezdték el építeni a délnyugati partszakaszon húzódó erődrendszer részeként. Az építkezés 1829-ben kezdődött el és még az amerikai polgárháború kezdetére, 1861-re se fejeződött be teljesen. Az erőd alapozásához 70 000 tonna kőanyagot, elsősorban gránitot használtak fel, amit az északkeleti régióból (Új-Anglia környéke) szállítottak hajóval a charlestoni kikötőbe. Az ötoldalú, 52-58 méter hosszú, 15,2 méter magas, másfél méteres falvastagsággal rendelkező erődöt 650 személy és 135 ágyú befogadására tervezték, habár az 1861-es események idején csak 85 katona tartózkodott az erődben, 60 ágyúval.

## A Sumter-erőd ostroma
1860 novemberében Abraham Lincolnt elnökké választották. Dél-Karolina ugyanezen év decemberében bejelentette, hogy kiválik az Unióból. Az elnök a déli államok területén felállított hadi létesítményeket, így a Sumter-erődöt nem volt hajlandó kiüríttetni. 1861 áprilisában utánpótlást biztosított az erőd részére. Levélben tájékoztatta Dél-Karolina kormányzóját, hogy ez a szállítmány csak az élelmiszerre terjed ki; további katonát, lőszert és fegyvert nem fognak az erődbe juttatni. Pár órával az ellátóhajók érkezte előtt, 1861. április 12-e hajnalán a dél-karolinai parti ütegek tüzet nyitottak az erődre. Április 14-én Anderson őrnagy az erődöt szabad elvonulás fejében feladta.
Az erőd április 12-én megindított ostromával elkezdődött az amerikai polgárháború.

## Az erőd ma
Az erőd szerepel az amerikai National Register of Historic Places (történelmi helyek nemzeti nyilvántartása) nyilvántartásban.